# Torneo de Pattaya City
El Torneo de Pattaya City fue un torneo de tenis de la WTA llevado a cabo en Pattaya City, Tailandia. Realizado desde el año 1991 hasta el 2015, este torneo perteneció a la categoría Tier IV e International y se jugaba sobre canchas duras. 

## Campeonas

### Individuales
| Año  | Campeona             | Finalista                | Resultado           |
| ---- | -------------------- | ------------------------ | ------------------- |
| 1991 | Yayuk Basuki         | Naoko Sawamatsu          | 6-2, 6-2            |
| 1992 | Sabine Appelmans     | Andrea Strnadova         | 7-5, 3-6, 7-5       |
| 1993 | Yayuk Basuki         | Marianne Werdel Witmeyer | 6-3, 6-1            |
| 1994 | Sabine Appelmans     | Patty Fendick            | 6-7(5), 7-6(5), 6-2 |
| 1995 | Barbara Paulus       | Jinng-Qian Yi            | 6-4, 6-3            |
| 1996 | Ruxandra Dragomir    | Tamarine Tanasugarn      | 4-6, 7-5, ret.      |
| 1997 | Henrieta Nagyova     | Dominique Van Roost      | 7-5, 6-7(6), 7-5    |
| 1998 | Julie Halard-Decugis | Fang Li                  | 6-1, 6-2            |
| 1999 | Magdalena Maleeva    | Anne Kremer              | 4-6, 6-1, 6-2       |
| 2000 | Anne Kremer          | Tatiana Pánova           | 6-1, 6-4            |
| 2001 | Patty Schnyder       | Henrieta Nagyova         | 6-0, 6-4            |
| 2002 | Angelique Widjaja    | Yoon Jeong Cho           | 6-2, 6-4            |
| 2003 | Henrieta Nagyova     | Ľubomíra Kurhajcová      | 6-4, 6-2            |
| 2005 | Conchita Martínez    | Anna-Lena Grönefeld      | 6-3, 3-6, 6-3       |
| 2006 | Shahar Peer          | Jelena Kostanić Tošić    | 6-3, 6-1            |
| 2007 | Sybille Bammer       | Gisela Dulko             | 7-5, 3-6, 7-5       |
| 2008 | Agnieszka Radwańska  | Jill Craybas             | 6-2, 1-6, 7-6(4)    |
| 2009 | Vera Zvonareva       | Sania Mirza              | 7-5, 6-1            |
| 2010 | Vera Zvonareva       | Tamarine Tanasugarn      | 6-4, 6-4            |
| 2011 | Daniela Hantuchová   | Sara Errani              | 6-0, 6-2            |
| 2012 | Daniela Hantuchová   | María Kirilenko          | 6-7(4), 6-3, 6-3    |
| 2013 | María Kirilenko      | Sabine Lisicki           | 5-7, 6-1, 7-6(1)    |
| 2014 | Yekaterina Makarova  | Karolína Plíšková        | 6-3, 7-6(7)         |
| 2015 | Daniela Hantuchová   | Ajla Tomljanović         | 3-6, 6-3, 6-4       |

### Dobles
| Año  | Campeonas                              | Finalistas                              | Resultado           |
| ---- | -------------------------------------- | --------------------------------------- | ------------------- |
| 1991 | Kay Miyagi Suzanna Wibowo              | Rika Hiraki Akemi Nishiya-Kinoshita     | 6-1,6-4             |
| 1992 | Isabelle Demongeot Natalia Medvédeva   | Pascale Paradis-Mangon Sandrine Testud  | 6-1, 6-1            |
| 1993 | Cammy MacGregor Catherine Suire        | Patty Fendick Meredith McGrath          | 6-3, 7-6(3)         |
| 1994 | Patty Fendick Meredith McGrath         | Yayuk Basuki Nana Miyagi                | 7-6(0), 3-6, 6-3    |
| 1995 | Jill Hetherington Kristine Kunce       | Kristin Godridge Nana Miyagi            | 2-6, 6-4, 6-3       |
| 1996 | Miho Saeki Yuka Yoshida                | Tina Krizan Nana Miyagi                 | 6-3, 7-5            |
| 1997 | Kristine Kunce Corina Morariu          | Florencia Labat Dominique Van Roost     | 6-3, 6-4            |
| 1998 | Julie Halard-Decugis Els Callens       | Rika Hiraki Aleksandra Olsza            | 3-6, 6-2, 6-2       |
| 1999 | Asa Carlsson Emilie Loit               | Evgenia Koulikovskaya Patricia Wartusch | 6-1, 6-4            |
| 2000 | Yayuk Basuki Caroline Vis              | Tina Krizan Katarina Srebotnik          | 6-3, 6-3            |
| 2001 | Asa Carlsson Iroda Tulyaganova         | Liezel Huber Wynne Prakusya             | 4-6, 6-3, 6-3       |
| 2002 | Kelly Liggan Renata Voracova           | Lina Krasnoroutskaya Tatiana Pánova     | 7-5, 7-6(7)         |
| 2003 | Li Ting Sun Tiantian                   | Wynne Prakusya Angelique Widjaja        | 6-4, 6-3            |
| 2005 | Marion Bartoli Anna-Lena Groenefeld    | Marta Domachowska Silvija Talaja        | 6-3, 6-2            |
| 2006 | Li Na Sun Tiantian                     | Yan Zi Zheng Jie                        | 3-6, 6-1, 7-6(5)    |
| 2007 | Nicole Pratt Mara Santangelo           | Yung-jan Chan Chia-jung Chuang          | 6-4, 7-6(4)         |
| 2008 | Yung-jan Chan Chia-jung Chuang         | Su-Wei Hsieh Vania King                 | 6-4, 6-3            |
| 2009 | Yaroslava Shvédova Tamarine Tanasugarn | Yuliya Beygelzimer Vitalia Diatchenko   | 6-3, 6-2            |
| 2010 | Marina Erakovic Tamarine Tanasugarn    | Anna Chakvetadze Ksenia Pervak          | 7-5, 6-1            |
| 2011 | Sara Errani Roberta Vinci              | Sun Shengnan Zheng Jie                  | 3-6, 6-3, [10-5]    |
| 2012 | Sania Mirza Anastasia Rodionova        | Chan Hao-ching Chan Yung-jan            | 3-6, 6-1, [10-8]    |
| 2013 | Kimiko Date-Krumm Casey Dellacqua      | Akgul Amanmuradova Alexandra Panova     | 6-3, 6-2            |
| 2014 | Shuai Peng Shuai Zhang                 | Alla Kudryavtseva Anastasia Rodionova   | 3-6, 7-6(5), [10-5] |
| 2015 | Hao-Ching Chan Yung-Jan Chan           | Shuko Aoyama Tamarine Tanasugarn        | 2-6, 6-4, [10-3]    |